# Marieke Ubachs
Marieke Ubachs (Dieteren, 15 oktober 1993) is een Nederlands voetbalster die als doelvrouw speelt. Naast haar voetbalcarrière studeerde ze Voeding en Diëtiek.

## Carrière

### Amateurvoetbal
Ze is opgegroeid in Limburg. Ze is begonnen bij SC Susteren. Daarna is ze gaan voetballen bij VV Armada omdat het gezin was verhuisd. Hier werd ze op haar elfde geselecteerd door de KNVB. Toen ze onder het 15 district kwam moest ze op een hoger niveau gaan spelen. Daarom ging ze naar RKSV De Ster. Toen ze zich daar inschreef, kreeg ze contact met een trainer van VV Vesta en vroeg of ze daar wou komen keepen. Ze heeft bij beide clubs twee seizoenen gespeeld. In het seizoen 2011/2012 speelde ze voor S.V. Fortuna Wormerveer in de Topklasse en stond in de basis met een oefeninterland van Nederland onder de 19.

### Profcarrière
Ubachs speelt sinds het seizoen 2012-2013 bij Ajax. Ze heeft haar debuut gemaakt tegen FC Utrecht in de competitie. Eerder had ze in een oefenwedstrijd ook al 90 minuten gespeeld tegen Buitenveldert. Ze heeft in beide wedstrijden de 0 gehouden. Na drie seizoenen in Amsterdam te hebben gespeeld volgt ze in 2015 Sari van Veenendaal op bij FC Twente. Met Twente werd ze in het seizoen 2015/16 landskampioen waarna ze stopte met voetbal. Aan het begin van het seizoen 2017/18 keerde ze terug bij Ajax, waar ze in december haar contract verlengd voor de rest van het seizoen. In de zomer van 2018 tekent ze nog eens voor een jaar bij.

### Carrièrestatistieken
| Seizoen                    | Club            | Land            | Competitie            | Competitie | Competitie | Beker | Beker | Internationaal | Internationaal | Overig | Overig | Totaal | Totaal |
| Seizoen                    | Club            | Land            | Competitie            | Wed.       | Dlp.       | Wed.  | Dlp.  | Wed.           | Dlp.           | Wed.   | Dlp.   | Wed.   | Dlp.   |
| -------------------------- | --------------- | --------------- | --------------------- | ---------- | ---------- | ----- | ----- | -------------- | -------------- | ------ | ------ | ------ | ------ |
| 2012/13                    | AFC Ajax        | Nederland       | Women's BeNe League A | 7          | 0          | 0*    | 0     | –              | –              | –      | –      | 7      | 0      |
| 2013/14                    | AFC Ajax        | Nederland       | Women's BeNe League   | 23         | 0          | 0*    | 0     | –              | –              | –      | –      | 23     | 0      |
| 2014/15                    | AFC Ajax        | Nederland       | Women's BeNe League   | 14         | 0          | 0*    | 0     | –              | –              | –      | –      | 14     | 0      |
| 2015/16                    | FC Twente       | Nederland       | Eredivisie            | 20         | 0          | 0     | 0     | 4              | –              | –      | –      | 24     | 0      |
| 2016/17                    | –               | –               | –                     | 0          | 0          | 0     | 0     | –              | –              | –      | –      | 0      | 0      |
| 2017/18                    | Ajax            | Nederland       | Eredivisie            | 3          | 0          | 0     | 0     | –              | –              | –      | –      | 3      | 0      |
| 2018/19                    | Ajax            | Nederland       | Eredivisie            |            |            |       |       |                |                |        |        | 0      | 0      |
| Carrière totaal            | Carrière totaal | Carrière totaal | Carrière totaal       | 67         | 0          | 0     | 0     | 4              | 0              | 0      | 0      | 71     | 0      |
| Bijgewerkt tot 30 mei 2018 |                 |                 |                       |            |            |       |       |                |                |        |        |        |        |